# Milica Todorović
Milica Todorović (Kruševac, 13. listopada 1990.), srbijanska je turbo-folk i pop pjevačica. 

## Karijera
Milica se na estradi pojavila 2004. godine na audiciji za Zvezde Granda te u finalu na beogradskom Tašmajdanu pobjeđuje i time postaje najmlađa, te do 2019. godine jedina pobjednica toga natjecanja.
2005. godine objavljuje prve dvije pjesme "Reci ja" i "Uporedi me" koje postaju uspješnice i obilježavaju početak njezine karijere. Sljedeće godine sudjeluje na Grand festivalu s pjesmom "Zašto cura sedi sama" s kojom prolazi u finale.
Zatim započinje suradnju s Emirom Kusturicom koji ju angažira kao glavnu glumicu u punk operi "Dom za vešanje" u ulozi "Azre". Premijera predstave održana je u Parizu u operi Bastille. 
Nakon glumačkih angažmana Milica se vraća glazbenoj karijeri te 2009. objavljuje prvi album " Pamtim ja ".
2011. godine objavljuje pjesmu "Sve je uzalud". Nakon nekoliko singlova 2013. u suradnji s Dušanom Bačićem objavljuje pjesmu "Tri čaše" koja postaje jedan od najvećih uspjeha u Milicinoj karijeri. U duetu s reperom Mc Yankoom izdaje "Moje zlato" koja među njezinim pjesmama ima najviše pregleda na YouTubeu.
Krajem 2014. godine sudjeluje na "4. Grandovom festivalu" s baladom " Konačna odluka " gdje osvaja 2. mjesto.
Niz uspješnih singlova nastavlja s pjesmom "Cure privode", a na ljeto 2017. izdaje duet s Eminom Jahović "Limunada".

### Albumi
Do danas je Milica Todorović izdala jedan album pod nazivom "Pamtim ja", a koji je izdala Grand produkcija. Album, s 11 pjesama, objavljen je 2009. godine. Na albumu su sabrane sve pjesme koje je Milica objavila od 2005. do 2009. kao singlove (ukupno pet pjesama; 2, 8, 9, 10 i 11), te dodano još šest novih pjesama.
Popis pjesama s albuma "Pamtim ja"
1. Haljinica
2. Pamtim ja
3. Ginem
4. Milion mana
5. Panika
6. Zamandali
7. Gade
8. Uporedi me
9. Zašto mala sedi sama
10. SMS
11. Reci ja

## Singlovi
- Reci ja (2005.)
- Uporedi me (2005.)
- Zašto mala sedi sama (2006.)
- SMS (2008.)
- Pamtim ja (2009.)
- S bilo kim (2010.)
- Pogrešna (2011.)
- Samo me zagrli (2011.)
- Sve je uzalud (2011.)
- Zbog tebe (2012.)
- Samo me pogledaj (2012.)
- Nema nazad (2013.)
- Tri čaše (2013.)
- Moje zlato ft. Mc Yankoo (2014.)
- Konačna odluka (2014.)
- Cure privode (2016.)
- Ljubi me budalo feat. Mc Yankoo (2017.)
- Limunada feat. Emina Jahović (2017.)
- Show program (2018.)
- Ista ja (2019.)
- Avet feat. Mirza Selimovic (2019.)
- Doza otrova (2019.)